# Powiat Gadebusch

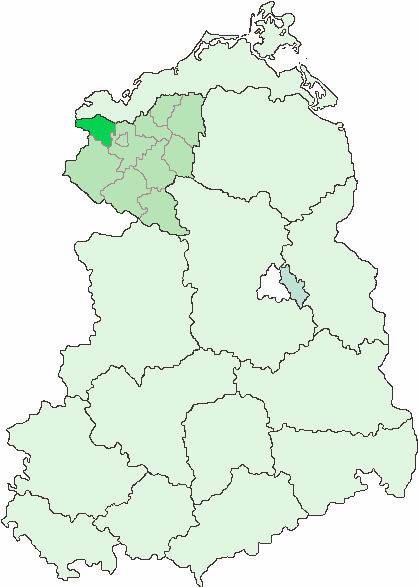
Położenie w okręgu Schwerin

Powiat Gadebusch (niem. Kreis Gadebusch, od 1990 Landkreis Gadebusch) – powiat w okręgu Schwerin w NRD zlikwidowany w 1994, a jego teren włączony do powiatu Nordwestmecklenburg. Siedzibą władz był Gadebusch. W 1990 powiat dzielił się na 32 gminy, w tym miasta Gadebusch i Rehna. Powierzchnia: 536 km².